# Релігійний екстремізм
Екстремізм релігійний — різновид екстремізму, в основі якого лежить певна релігійна ідеологія і діяльність (практика), властиві окремим особам, які належать до різних релігійних організацій і конфесій, груп і течій, які відрізняються прихильністю вкрай радикальним і фундаменталістським поглядам на тлумачення віровчення, прагнуть вступити в непримиренне протистояння (включаючи всебічне застосування фізичного насильства, насильницьке захоплення влади, насильницьку зміну державного ладу) з існуючими релігійними традиціями з метою їх докорінної зміни або знищення. Основою релігійного екстремізму є прояв крайнього ступеня жорстокості і агресивності в поєднанні з демагогією. Релігійний екстремізм сприяє різкому зростанню напруженості, яка виникає всередині релігійної спільноти. У сучасному світі релігійний екстремізм складається, як вторгнення релігійних або ж псевдорелігійних організацій в життя суспільства, за допомогою яких робиться спроба втілити відповідні моделі поведінки індивідів і перебудови як окремо взятої релігійної громади (внутрішньоконфесійний і міжконфесійний екстремізм), так і всього світу за допомогою моделі глобалізації.